# 어느 소녀의 사랑이야기
어느 소녀의 사랑이야기는 대한민국의 가수 민해경의 1981년 발매한 두 번째 정규앨범이다. 박건호가 프로듀서로 참여한 앨범이다.

## 앨범의 특징
전곡의 작사를 박건호가, 작곡을 이범희가 디렉팅한 앨범.
이 앨범의 타이틀곡인 어느 소녀의 사랑이야기는 원래 박건호가 가사를 쓸땐 정미조를 위하여 "사랑에 빠진 여인"이란 제목으로 정미조 귀국앨범으로 기획하여 만들었지만 정미조가 다시 유학을 가는 바람에 부르지는 못했다. 1981년 급히 제목을 민해경 나이에 맞게 '어느 소녀의 사랑이야기'로 제목이 고쳐졌다. 발매 당시때는 아무 문제가 없었으나, 서서히 인기를 얻어갈쯤, 표절시비에 걸린다. 차이콮 5번 교향곡 2, 4악장을 발췌해 썼다는 해명을 했지만, 그 열기는 사그라들지 않았다.
어느소녀의 사랑이야기는 차이콥스키 콮곡 5번 3악장 후반부에 나오는 음절과 똑같다 들어보면 표절한 것이 아니라고 부정할 수 없을 정도이다.
그리고, 그 언제 오려나 같은 경우 처음 민해경이 불렀으나, 작곡가인 이범희가 이 노래의 인기를 걱정, 한창 주가를 올리고 있던 전영록에게 만남에서 헤어짐까지로 노래 제목을 바꾸고 노래를 주었다. 그런데, LA 가요제 측에서 연락이 오자 이 노래의 제목을 그대는 나그네로 수정해서 발표하려 했는데, 이 과정에서 차질이 생긴 것. 결국 1년 사이에 제목이 두 번이나 바뀐 불명예를 가진 노래로 남았다.
이 앨범으로 민해경은 처음 데뷔 이후 (MBC 1981년 10대가수 가요제) 신인상을 거머쥐게 된다.

## 트랙 리스트
| #   | 제목                       | 작사   | 작곡   | 편곡 | 재생 시간 |
| --- | -------------------------- | ------ | ------ | ---- | --------- |
| 1.  | 〈어느 소녀의 사랑이야기〉 | 박건호 | 이범희 | 3:47 |           |
| 2.  | 〈우리들의 올림픽〉        | 박건호 | 이범희 | 3:38 |           |
| 3.  | 〈말하지 마세요〉          | 박건호 | 이범희 | 2:51 |           |
| 4.  | 〈그대가 있기에〉          | 박건호 | 이범희 | 3:07 |           |
| 5.  | 〈사랑의 절정〉            | 박건호 | 외국곡 | 4:08 |           |
| 6.  | 〈슬픈 영화는 싫어요〉     | 이정화 | 외국곡 | 3:04 |           |
| 7.  | 〈민요 접속곡〉            |        |        | 4:18 |           |
| 8.  | 〈날으리라〉               | 이형탁 | 이범희 | 3:11 |           |
| 9.  | 〈그 언제 오려나〉         | 박건호 | 이범희 | 3:36 |           |
| 10. | 〈아직도 어린가요〉        | 이정화 | 최종혁 | 3:31 |           |
| 11. | 〈공군가〉                 |        |        | 3:38 |           |

## 같이 보기
- 민해경 디스코그래피